# Második amerikai–berber háború
A második amerikai-berber háború vagy algíri háború a második volt az Egyesült Államok és az észak-afrikai államok két fegyveres konfliktusa közül. Az 1815-ben zajló háború oka az volt, hogy az algíri kalózok rendszeresen fosztogatták az amerikai kereskedőhajókat. Két kisebb tengeri csata után az algíri dej aláírta a békeszerződést, amelyben kötelezettséget vállalt a támadások leállítására és az USA többé nem fizetett éves adót hajói védelmére.
A következő évben, miután a brit flotta 100-ágyús sorhajói szétlőtték Algír kikötőjét, a többi európai ország is hasonló garanciákat kapott és az észak-afrikai partok mentén több száz éve virágzó kalózkodásnak vége szakadt.

## Előzmények
Az Egyesült Államok a 18. század végén az éves költségvetése egytizedét fizette ki az észak-afrikai, részben önálló berber államoknak (Algír, Tripoli, Tunisz és Marokkó) hogy kalózaik ne támadják az amerikai kereskedőket. Az első amerikai-berber háború (1801-1805) során Tripolit rákényszerítették, hogy hagyjon fel a támadásokkal, de az amerikai-brit viszony rohamos romlása miatt (ami végül az 1812-es háborúhoz vezetett) Washington gyors és némileg hátrányos békét kötött. Eközben az európai hatalmak a napóleoni háborúkban voltak lekötve és az észak-afrikai kalózok, kihasználva a lehetőséget, újból fosztogatni kezdték a Földközi-tengeren közlekedő európai és amerikai kereskedőhajókat, az elfogott legénységért pedig váltságdíjat szedtek. 

## Amerika hadat üzen
Az 1812-es háború lezárása után az Egyesült Államok ismét napirendre vette a kalózkérdést. 1815. március 3-án a Kongresszus felhatalmazta James Madison elnököt, hogy a tengeri expedíciót küldjön Algír ellen. Két hajórajt állítottak össze: a Bostonban összegyűjtött csapatnak William Bainbridge, a New York-inak pedig Stephen Decatur volt a parancsnoka. A Decatur-féle csoport indult előbb, 1815. május 20-án. Ez a hajóraj a 44 ágyús Guerriere, 36 ágyús Constellation és 38 ágyús Macedonian fregattokból, az Epervier és Ontario 16 ágyús szlúpokból, a Firefly, Spark és Flambeau 14 ágyús briggekből és a Torch és Spitfire 12 ágyús szkúnerekből állt.
Bainbridge csapata csak július 1-re lett menetkész, amikor a háború már eldőlt.
Nem sokkal a Gibraltári-szoros után Decatur hajóraja találkozott az algíri flotta zászlóshajójával, a 46 ágyús Masuda fregattal és rövid csata után elfoglalták. Röviddel ezután a Palos-foknál elfogták az algíri Estedio brigget is. Június utolsó hetére Algír kikötőjéhez értek és megkezdték tárgyalásaikat a dejjel. A fenyegetések hatására Omár Aga (aki április óta volt Algír vezetője, miután elődjét meggyilkolták) 1815. július 3-án a Guerriere fedélzetén aláírta a békeszerződést. Ennek eredményeképpen az amerikaiak visszaszolgáltatták a Masudát és az Estediót; az algíriak szabadon engedték valamennyi (kb. 10) amerikai foglyukat és a mintegy 500 fogságba esett algíri tengerészért európai rabszolgák szabadságát adták vissza. Ezenkívül 10 ezer dollárt fizettek a korábban elrabolt rakományokért, mentesítették az Egyesült Államokat a hajóik védelméért fizetendő éves adótól ("ajándéktól", ahogyan fogalmaztak) és minden amerikai hajónak szabad bejutást biztosítottak a Földközi-tengerre.

## Következmények
1816 elején Nagy-Britannia Edward Pellew admirális vezetésével néhány sorhajót küldött a mediterrán térségbe, hogy tárgyaljanak Tunisz, Tripoli és Algír vezetésével az európai rabszolgák szabadon engedéséről és a kalózkodással való felhagyásáról. Tunisz és Tripoli hajlott a megegyezésre, de Algírban elhúzódtak a tárgyalások. Pellew végül azzal a tudattal tért vissza Angliába, hogy velük is sikerült megegyeznie. A dej ekkor janicsárokat küldött a Bonában megtelepedett korzikai, szicíliai és szardíniai halászok elfogására, és mivel azok ellenálltak, a katonák 200-at lemészároltak közülük. Az eset nagy felháborodást keltett Európában. Pellew öt sorhajóval, néhány fregattal és hat holland hajó kíséretében tért vissza Algírba, de a dej nem fogadta el a feltételeit, ezért 1816. augusztus 27-én kilenc órán át lövette a várost, elsüllyesztve az algíri flottát és lerombolva a védműveket és számos épületet. Algír ezután minden kitételbe belement és szeptember 24-én aláírták a keresztény rabszolgák felszabadításáról és a kalózkodással való felhagyásról szóló szerződést. 1830-ban Franciaország megtámadta Algírt, majd a Staouéli Csatában legyőzte. Ez vezetett Algéria gyarmatosításához.

## Fordítás
- Ez a szócikk részben vagy egészben  a   Second Barbary War című angol Wikipédia-szócikk ezen változatának fordításán alapul.  Az eredeti cikk szerkesztőit annak laptörténete sorolja fel. Ez a jelzés csupán a megfogalmazás eredetét és a szerzői jogokat jelzi, nem szolgál a cikkben szereplő információk forrásmegjelöléseként.